# Río Seco (Málaga)
El río Seco es un río de España de la cuenca mediterránea andaluza, que discurre en su totalidad por el territorio del este de la provincia de Málaga. 

## Curso
El río Seco nace en el Cerro Guzmán, a unos 778 m de altitud. Realiza un recorrido en dirección norte-sur a través de los municipios de Arenas y Vélez-Málaga de unos 13 km de longitud hasta su desembocadura en la ensenada de Vélez-Málaga, junto a la localidad del Puerto de La Caleta.
Se trata de un río de poco caudal, lecho estrecho y recorrido sinuoso. La vegetación de sus riberas está compuesta por adelfas, zarzas y mimbreras que se mezclan con plantaciones de eucaliptos y con mentas y juncos.